# 5-Androstènediol
Le 5-androstènediol, développé sous le nom commercial de Neumune, est un médicament expérimental destiné à soigner le syndrome d'irradiation aiguë dont le traitement actuel est essentiellement symptomatique. Il est développé conjointement par l'industrie pharmaceutique (Hollis-Eden Pharmaceuticals) et par l'armée américaine (Institut de recherche radiobiologique des forces armées).
Testé chez les primates non humains, il diminuerait la thrombocytopénie et l'anémie résultant d'une exposition à des doses radiatives modérées et augmenterait les chances de survie en cas de forte irradiation. Chez l'humain sain, il augmenterait le taux de plaquettes et de neutrophiles de la même manière que chez le singe, ce qui pousse les développeurs à généraliser le résultat des expérimentions animales à l'homme.
Une règle spéciale de la Food and Drug Administration (FDA) autorise la mise sur le marché d'un médicament en l'absence de test d'efficacité chez l'humain lorsque cela se révèle impossible à réaliser. Dans le cas présent, il n'est en effet pas possible d'exposer des humains à des doses intenses de radiations pour prouver l'efficacité du Neumune. Les conditions sont que le médicament soit efficace chez des espèces animales représentatives et que le médicament soit bien toléré par l'être humain.